# Blanka (bibliotekssamarbete)
Blanka  är namnet på ett åboländskt bibliotekssamarbete mellan Kimitoöns kommun och Pargas stad i sydvästra Finland.
Biblioteksnätverket Blanka bildades av de åboländska skärgårdsbiblioteken år 1994 för att tillsammans höja servicenivån. Det var ett av de första biblioteksnätverken i Finland. Blanka är också namnet på den gemensamma databasen som ger ett avsevärt större och mångsidigare medieurval till invånarna i regionen än de enskilda biblioteken kan erbjuda.
Blankasamarbetet omfattar tre bibliotek på Kimitoön (Dalsbruk, Kimito och Västanfjärd) och fem bibliotek inom Pargas stad (Houtskär, Iniö, Korpo, Nagu och Pargas) samt filialbibliotek, utlåningsstationer och en bokbåt. Samarbetet omfattar också olika gemensamma utvecklingsprojekt. Kommunernas sammanlagda invånarantal, är ca 23.000 personer, en siffra som nästan fördubblas sommartid i och med det stora antalet deltidsboende.

## En gemensam databas
Biblioteksnätverket Blanka har en gemensam bibliotekskatalog och gemensamt låntagarregister. År 1998 publicerades Blankas hemsidor och katalogen gjordes sökbar på internet, på adressen www.blanka.fi. Samarbetet ger tillgång till sammanlagt nästan 300 000 böcker, e-böcker, ljudböcker, tidskrifter, filmer och CD-skivor. I och med att låntagarregistret och katalogen är gemensam, kan låntagarna använda samma lånekort i alla bibliotek inom Blanka, göra reservationer i alla Blankabibliotek och själva bestämma i vilket bibliotek de vill hämta materialet. Materialet transporteras mellan biblioteken två gånger i veckan. Låntagarna kan också själva kontrollera och förlänga alla sina lån via webbkatalogen.

## Namnet Blanka
Namnet Blanka symboliserar bibliotekens kontakt med det förgångna och det mytiska i detta informationsteknologins tidevarv. Namnet associerar till den egenartade natur, som så starkt präglar näringar och kommunikationer i skärgården. Enligt myten har Gullkronafjärden fått sitt namn av att drottning Blanka på sin resa i Österled lät sin krona sjunka i denna den vackraste av fjärdar. Namnet valdes ut bland de 300 förslag som inkom genom en namntävling år 1995 i de dåvarande åtta deltagande kommunerna. (Vid kommunsammanslagningen år 2009 slogs de åtta kommunerna samman till de nuvarande två kommunerna Pargas stad och Kimitoöns kommun.)